# Grupa kontrolna
Grupa kontrolna – grupa obiektów, która w ramach wykonywanego eksperymentu nie jest poddawana żadnym manipulacjom eksperymentalnym (pozostaje w stanie naturalnym lub jest poddawana działaniom standardowym).
Wyniki uzyskane w grupie kontrolnej służą porównaniu z wynikami z grupy eksperymentalnej, dzięki czemu można uzyskać statystyczną pewność, że manipulacje wykonane na grupie eksperymentalnej rzeczywiście przyniosły oczekiwany skutek.
W czasie eksperymentów klinicznych pacjentów-uczestników włącza się do grup eksperymentalnej i kontrolnej (preferowana jest randomizacja). Członkowie grupy eksperymentalnej są poddawani ocenianej nowej procedurze medycznej, a członkowie grupy kontrolnej – interwencji alternatywnej (np. standardowej) lub pozorowanej (np. podawanie placebo lub brak działania). Analogiczne metody są również stosowane poza medycyną, w różnych obszarach badań naukowych, np. w psychologii, pedagogice i innych naukach społecznych.